# S-10 (Spanje)

De S-10

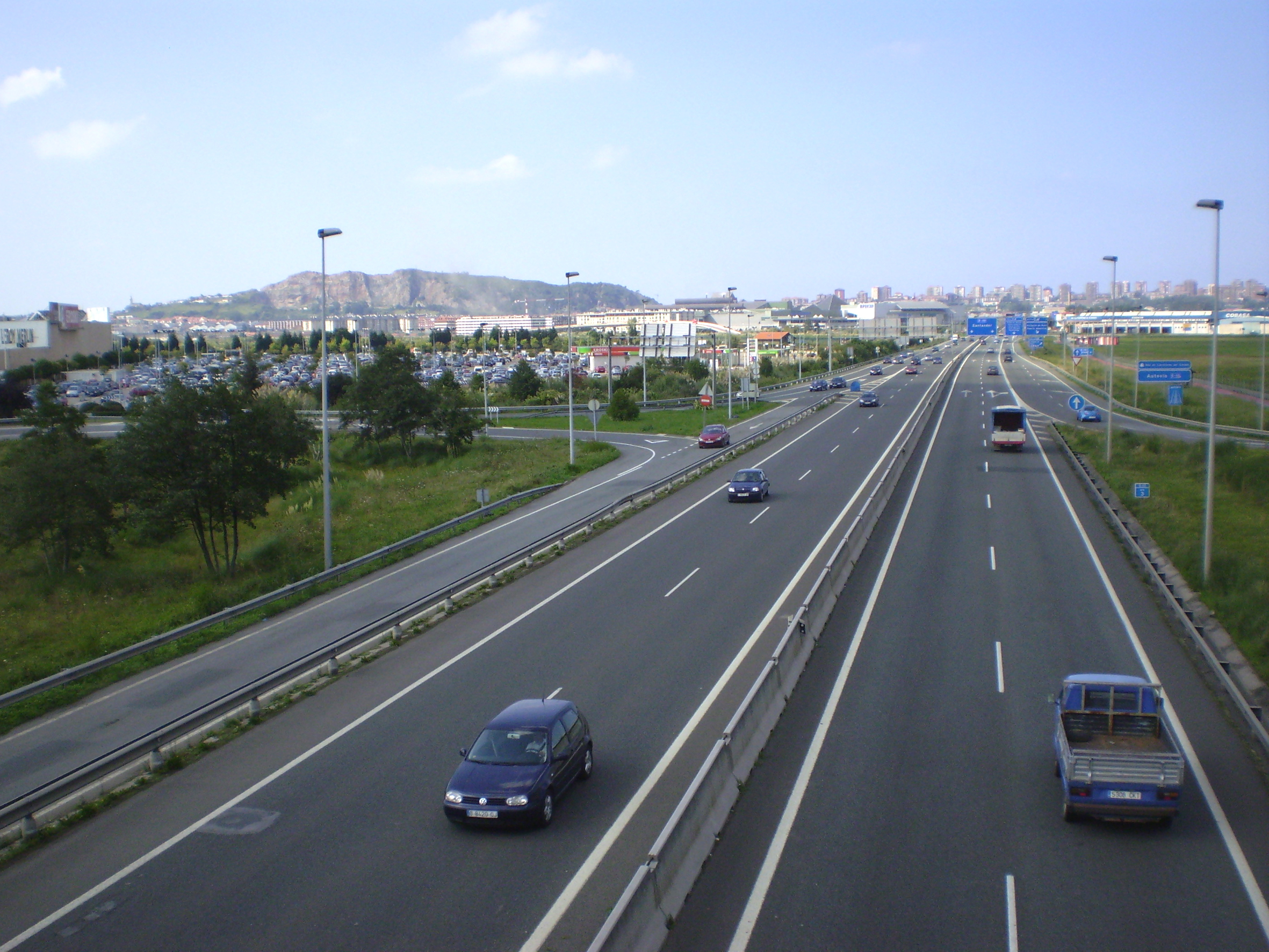
De S-10

De S-10 of Autovía de Acceso Este a Santander is een autovía in Cantabrië. De snelweg van 16 kilometer vormt een oostelijke toegangsweg tot Santander en sluit aan op de A-67, de S-30 en de A-8.